# Cantagalo (Paraná)
Cantagalo ist ein brasilianisches Munizip im Süden des Bundesstaats Paraná. Es hat 10.933 Einwohner (2022), die sich Cantagalenser nennen. Seine Fläche beträgt 584 km². Es liegt 834 Meter über dem Meeresspiegel.

## Etymologie
Nach regionalem Glauben stammt der Name Cantagalo von einem alten Rastplatz der Tropeiros. Hier sei an kalten Wintermorgen ein harmonischer Hahnenschrei (portugiesisch: canta galo) zu hören gewesen. Eine andere Version besagt, dass die Tropeiros immer das Volkslied Cantiga de Galo aus Rio Grande do Sul auf den Lippen hatten.

## Geschichte

### Besiedlung
Die Gegend entwickelte sich durch die Gründung der Freguesia de Nossa Senhora do Belém de Guarapuava, später einfach nur Guarapuava. Die Tropeiros (Maultiertreiber der Handelszüge zwischen Rio Grande do Sul und São Paulo) sorgten für regen Verkehr. Sie schlugen ihre Quartiere an verschiedenen Stellen der Straßen auf, und aus einem solchen Rastplatz entstand die erste Siedlung der heutigen Stadt Cantagalo.
Lange Zeit entwickelte sich die Stadt nicht zufriedenstellend und diente nur als Zwischenstation für Reisende und Tropeiros. Kleinere Entwicklungsschübe vollzogen sich langsam und allmählich mit der sporadischen Ankunft neuer Familien, hauptsächlich aus den Bundesstaaten Santa Catarina und Rio Grande do Sul.

### Erhebung zum Munizip
Cantagalo wurde durch das Staatsgesetz Nr. 7575 vom 12. Mai 1982 aus Guarapuava ausgegliedert und in den Rang eines Munizips erhoben. Es wurde am 1. Februar 1983 als Munizip installiert.

## Geografie

### Fläche und Lage
Cantagalo liegt auf dem Terceiro Planalto Paranaense (der Dritten oder Guarapuava-Hochebene von Paraná). Seine Fläche beträgt 584 km². Es liegt auf einer Höhe von 834 Metern.

### Geologie und Böden
Die Böden bestehen aus fruchtbarer Terra-Roxa.

### Vegetation
Das Biom von Cantagalo ist Mata Atlântica.

### Klima
Das Klima ist gemäßigt warm. Es werden hohe Niederschlagsmengen verzeichnet (1769 mm pro Jahr). Die Klimaklassifikation nach Köppen und Geiger lautet Cfa. Im Jahresdurchschnitt liegt die Temperatur bei 19,1 °C.

### Gewässer
Cantagalo liegt zu 70 % im Einzugsgebiet des Iguaçú und zu 30 % in dem des Piquirí. Der linke Iguaçú-Nebenfluss Rio Cavernoso bildet zusammen mit seinem rechten Zufluss Rio Juquiá die südliche und die östliche Grenze des Munizips. Der Rio Cantagalo fließt bis zu seiner Mündung in den Rio Cavernoso auf der westlichen Grenze. Entlang der nördlichen Grenze fließt der Rio do Cobre nach Westen in Richtung Rio Piquirí.

### Straßen
Cantagalo liegt an der BR-277 zwischen Laranjeiras do Sul im Westen und Guarapuava im Osten.

### Nachbarmunizipien
| Marquinho                      |                                             | Goioxim    |
| Laranjeiras do Sul und Virmond | Kompassrose, die auf Nachbargemeinden zeigt | Guarapuava |
|                                |                                             | Candói     |

## Stadtverwaltung
Bürgermeister: João Konjunski, PV (2021–2024)
Vizebürgermeister: Vilson Rocha Ribas, PSDB (2021–2024)

## Demografie

### Bevölkerungsentwicklung
| Jahr | Einwohner | Stadt | Land |
| ---- | --------- | ----- | ---- |
| 1991 | 25.497    | 22 %  | 78 % |
| 2000 | 12.810    | 57 %  | 43 % |
| 2010 | 12.952    | 66 %  | 34 % |
| 2022 | 10.933    |       |      |

Quelle: IBGE (2011) und Volkszählung 2022

### Ethnische Zusammensetzung
| Gruppe * | 1991    | 2000    | 2010    | wer sich als …                                                                   |
| --- | ------- | ------- | ------- | -------------------------------------------------------------------------------- |
| Weiße | 66,3 %  | 67,3 %  | 55,2 %  | weiß bezeichnet                                                                  |
| Schwarze | 0,8 %   | 1,9 %   | 3,2 %   | schwarz bezeichnet                                                               |
| Gelbe | 0,0 %   | 0,1 %   | 0,7 %   | von fernöstlicher Herkunft wie japanisch, chinesisch, koreanisch etc. bezeichnet |
| Braune | 32,9 %  | 30,0 %  | 40,9 %  | braun oder als Mischung aus mehreren Gruppen bezeichnet                          |
| Indigene | 0,0 %   | 0,4 %   | 0,0 %   | Ureinwohner oder Indio bezeichnet                                                |
| ohne Angabe | 0,0 %   | 0,2 %   | 0,0 %   |                                                                                  |
| Gesamt | 100,0 % | 100,0 % | 100,0 % |                                                                                  |
| *) Anmerkung: Das IBGE verwendet für Volkszählungen ausschließlich diese fünf Gruppen. Es verzichtet bewusst auf Erläuterungen. Die Zugehörigkeit wird vom Einwohner selbst festgelegt. |         |         |         |                                                                                  |

Quelle: IBGE (Stand: 1991, 2000 und 2010)